# Kính viễn vọng vô tuyến

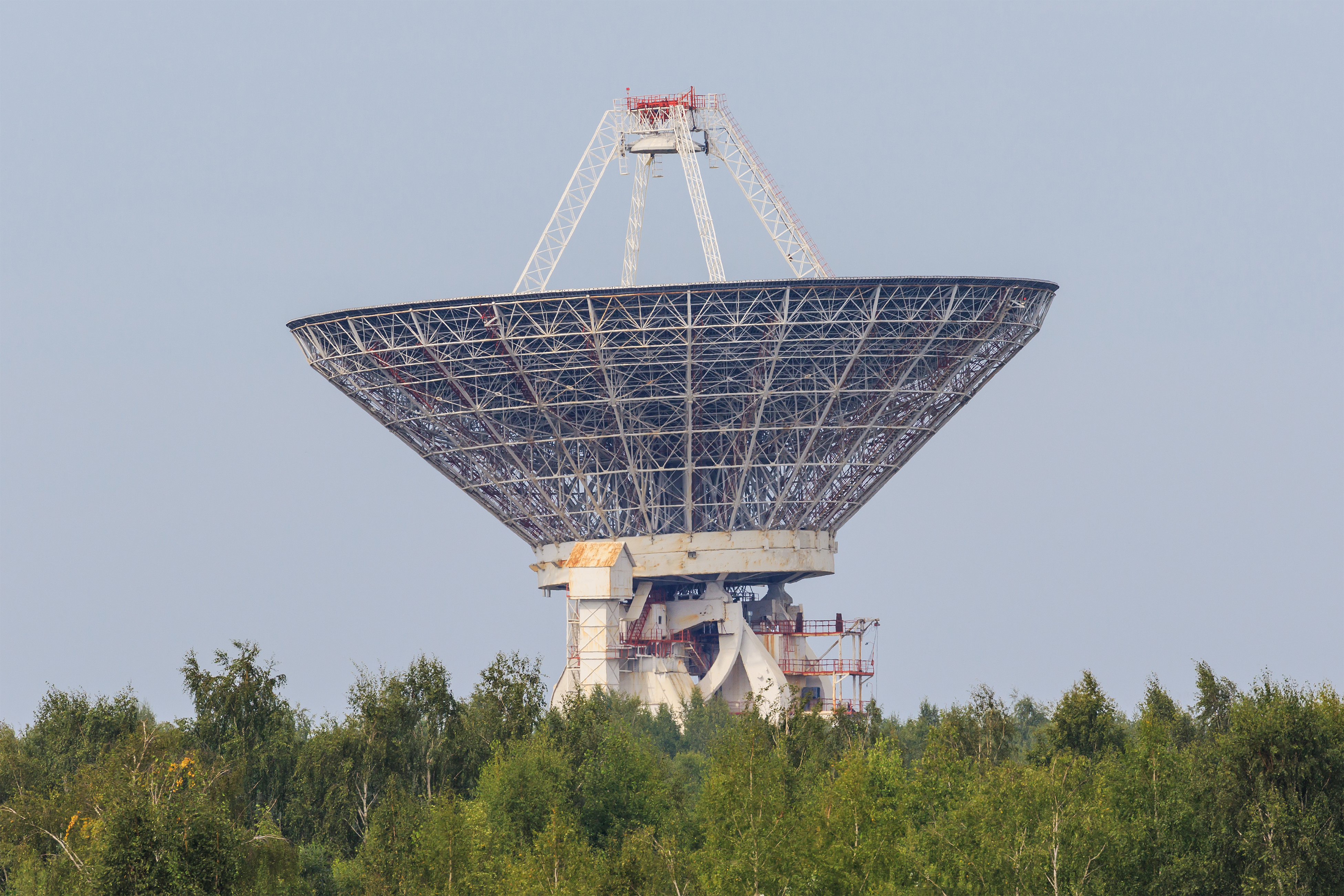

Kính viễn vọng vô tuyến hay kính thiên văn vô tuyến (tiếng Anh: radio telescope) là một dạng của ăng ten hướng tính sử dụng trong thiên văn vô tuyến. Các loại ăng ten tương tự cũng được sử dụng trong việc theo dõi và thu thập dữ liệu từ vệ tinh và tàu thăm dò không gian. Trong vai trò thiên văn của họ, chúng có sự khác biệt với các kính thiên văn quang học ở chỗ chúng hoạt động ở phần tần số vô tuyến điện của quang phổ điện từ, nơi chúng có thể phát hiện và thu thập dữ liệu về các nguồn sóng vô tuyến. Kính thiên văn vô tuyến thường có hình ăng ten parabol ("chảo") lớn sử dụng đơn lẻ hoặc trong một mảng. Đài thiên văn vô tuyến được ưu tiên nằm xa các trung tâm lớn của dân để tránh nhiễu điện từ (EMI) từ đài phát thanh, truyền hình, radar và các thiết bị phát ra EMI khác. Điều này cũng tương tự như định vị các kính thiên văn quang học để tránh ô nhiễm ánh sáng, với sự khác biệt là đài quan sát vô tuyến thường được đặt trong thung lũng để tiếp tục che chở chúng khỏi EMI như trái ngược để xóa ngọn núi không khí cho các đài thiên văn quang học.